# Avenue d'Haïfa
L’avenue d’Haïfa est une voie marseillaise située dans le 8e arrondissement de Marseille. Elle va de l’avenue de Mazargues au rond-point du Docteur-Arthur-Fallot.

## Situation et accès
Cette rue transversale et essentiellement résidentielle relie les quartiers de Sainte-Anne et de Bonneveine par une pente à partir du rond-point André-Matteï jusqu’au rond-point Pierre-Guerre où elle croise l’avenue de Hambourg. Elle se termine sur le rond-point du Docteur-Arthur-Fallot où elle croise l’avenue Elsa-Triolet ainsi que le boulevard Bernex qui prolonge son axe jusqu’au rond-point du Lapin-Blanc.
Elle est desservie par les lignes de bus    de la RTM de l’avenue de Mazargues au rond-point Pierre-Guerre.

## Origine du nom
La rue doit son nom à la ville d’Haïfa, en Israël qui est jumelée avec Marseille depuis 1958.

## Historique
Dénommée « traverse Ratonneau » en 1926 puis « traverse Martin » elle est transformée, prend le nom d'« avenue d'Haïfa »,  le 20 juin 1980, lors de son inauguration par le maire de Marseille Gaston Defferre et le maire de Haïfa Aryeh Gur'el (en)., 

## Bâtiments remarquables et lieux de mémoire
- no 69 : musée d'Art contemporain de Marseille.
- Sur le rond-point Pierre-Guerre se trouve la sculpture du Pouce de César.